# Peña Blanca, El Porvenir
Peña Blanca är en ort i Mexiko.   Den ligger i kommunen El Porvenir och delstaten Chiapas, i den sydöstra delen av landet, 900 km sydost om huvudstaden Mexico City. Peña Blanca ligger 2 394 meter över havet och antalet invånare är 126.
Terrängen runt Peña Blanca är bergig åt nordväst, men åt sydost är den kuperad. Runt Peña Blanca är det ganska tätbefolkat, med 78 invånare per kvadratkilometer. Närmaste större samhälle är El Porvenir de Velasco Suárez, 3,5 km norr om Peña Blanca. Omgivningarna runt Peña Blanca är en mosaik av jordbruksmark och naturlig växtlighet.